# Копачовка (Волочисский район)
Копачовка (укр. Копачівка) — село в Волочисском районе Хмельницкой области Украины.
Население по данным 2022 года составляло 639 человек. Население по переписи 2001 года составляло 891 человек. Почтовый индекс — 31240. Телефонный код — 3845. Занимает площадь 2,112 км². Код КОАТУУ — 6820983501.

## Местный совет
31240, Хмельницкая обл., Волочисский р-н, с. Копачовка